# Gehennesis
Gehennesis er titlen på bandet Compos Mentis' andet fuldlængdeudspil, men også en instrumental komposition af samme band. Pladen er indspillet i Zigzound, Viby, Århus. Den er udgivet i Danmark mandag d. 26. marts 2007 og vil blive det i udlandet 18. juni 2007.
Numrene "Drunken Diamond" og "The Mind's Eye" var de første offentliggjorte kompositioner fra pladen. De var i omkring et år det eneste offentligheden havde hørt til pladen Gehennesis, hvilket skyldtes bandets mangel på pladeselskab. I slutningen af 2006 rodede de dog bod på dette, da de skrev kontrakt med selskabet Mighty Music. 
Pladens titel er et ordspil bestående af ordene "Gehenna" og "Genesis", sidstnævnte er første bog i Det Gamle Testamente og betyder skabelse. Gehenna (hebraisk:"Ge Ben Hinnom") var en dal syd for Jerusalem, som blev anvendt til ritualer Stedet blev dog senere anvendt til afbrænding af affald og lig (mennesker, dyr og kriminelle). Det blev derfor et symbol på ødelæggelse og evig ild, hvilket senere har gjort navnet "gehenna" til synonym med Helvede.
Pladen får gennemgående en god og varm velkomst, da den udkommer, både pressen og andre omgivelser giver udtryk for tilfredshed.[kilde mangler]

## Komposition
Teksten i "The Mind's Eye" handler om "sindets øje", der finder sig splittet mellem det urgamle spejl og sin egen synsevne og kraft. Der er altså med andre ord tale om kampen mellem det indre og det ydre.
Teksten i "Drunken Diamond" er baseret på digtet Den Berusede Båd (Le Bateau ivre) af den franske og symbolistiske digter Arthur Rimbaud, men også de tanker, som den førnævnte digter fremlægger i sine berømte "Seerbreve" (Les lettres du Voyant). Ligesom i Den Berusede Båd er også jeg'et her en båd eller et skib, en allegori for kunstneren, der søger en ultimativ frigørelse, nedbrydelse af selv'et og indsigt i det ukendte samt det kendte, netop som det fremlægges i de nævnte Seerbreve, og som digtet, Den Berusede Båd må betragtes som et eksempel på. Teksten støttes desuden op af musik inspireret af Beethovens femte symfoni, som vil kunne høres i kompositionens hovedtema.

## Spor
1. "Drunken Diamond"
2. "The Mind's Eye"
3. "Womb of Winter"
4. "Portrait of An Attempted Escape"
5. "Downfall"
6. "My Suicidal Valentine"
7. "Faustian"
8. "Circle of One"
9. "Tale of the Shadow"
10. "Gehennesis"